# 丿貫
丿貫（へちかん、べちかん、生没年不詳）は、戦国時代後期から安土桃山時代にかけての伝説的な茶人。名の表記は、丿恒、丿観、別貫などとも。なお「丿（ヘツ、ヘチ）」は、カタカナの「ノ」ではなく、漢字である。

## 人物
京都上京の商家坂本屋の出身とも、美濃の出とも言われる。一説に拠れば医師・曲直瀬道三の姪婿だといい、武野紹鴎の門で茶を修めたという。山科の地に庵を構えて寓居し、数々の奇行をもって知られた。久須見疎安の『茶話指月集』（1640年）によれば、天正15年（1587年）に豊臣秀吉が主催して行われた北野大茶湯の野点において、丿貫は直径一間半（約2.7メートル）の大きな朱塗りの大傘を立てて茶席を設け、人目を引いた。秀吉も大いに驚き喜び、以後丿貫は諸役免除の特権を賜ったという。秀吉が茶の指南役として仕官を勧めたものの、丿貫は断ったとも伝えられる。
江戸時代中期に成立した藪内竹心の『源流茶話』によれば「丿貫は、侘びすきにて、しいて茶法にもかかはらず、器軸をも持たず、一向自適を趣とす」「異風なれ共、いさぎよき侘数奇なれば、時の茶人、交りをゆるし侍りしと也」と書かれており、当時盛行していた高額な茶器などは用いず、独自の茶道を追求していたようである。同じく久須見疎安の『茶話指月集』には、丿貫が手取釜1つで雑炊も煮、茶の湯も沸かしたなど、清貧ぶりを伝えている。いっぽうで、当時の茶人・数寄者との交流もあり、特に千利休とは親交していたという。ただし江戸後期の柳沢淇園『雲萍雑誌』には、利休と茶道を争い、世間に媚びることの多い友・利休の茶風を嘆いたとも書かれている。巷間では、千利休を自庵へ招待した際、庵の前に落とし穴を設けて利休を陥れ、沐浴させて新しい着物を供したなどとの逸話も伝えられている。
晩年は薩摩へ下ったという。薩南学派の南浦文之の詩文に丿貫との交流を伺わせる詩句がある。同地で没したと思われ、『三国名勝図会』鹿児島郡西田村に「丿恒石」なる塚が記されている。
表千家の良休宗左（随流斎）の記述によれば、露地で履く雪駄は、元は丿貫の意匠から出たものだという。

## 関連作品
漫画
- へうげもの（山田芳裕）
アニメ版では石田太郎が声優を担当した。
- 天下統一 : 桃山時代（カゴ直利）
日本の歴史8、集英社、1968年

テレビドラマ
- 千利休 〜春を待つ雪間草のごとく〜（1990年、MBS、演：藤山寛美）

出典
1. ↑  カゴ直利（作画）、和歌森太郎『天下統一 : 桃山時代』集英社〈学習漫画日本の歴史8〉、1968年。国立国会図書館サーチ：R100000001-I13131100563080。